# درسری
درسری یک روستا در ایران است که در دهستان درمیان واقع شده‌است.